# Hans-Peter Haas

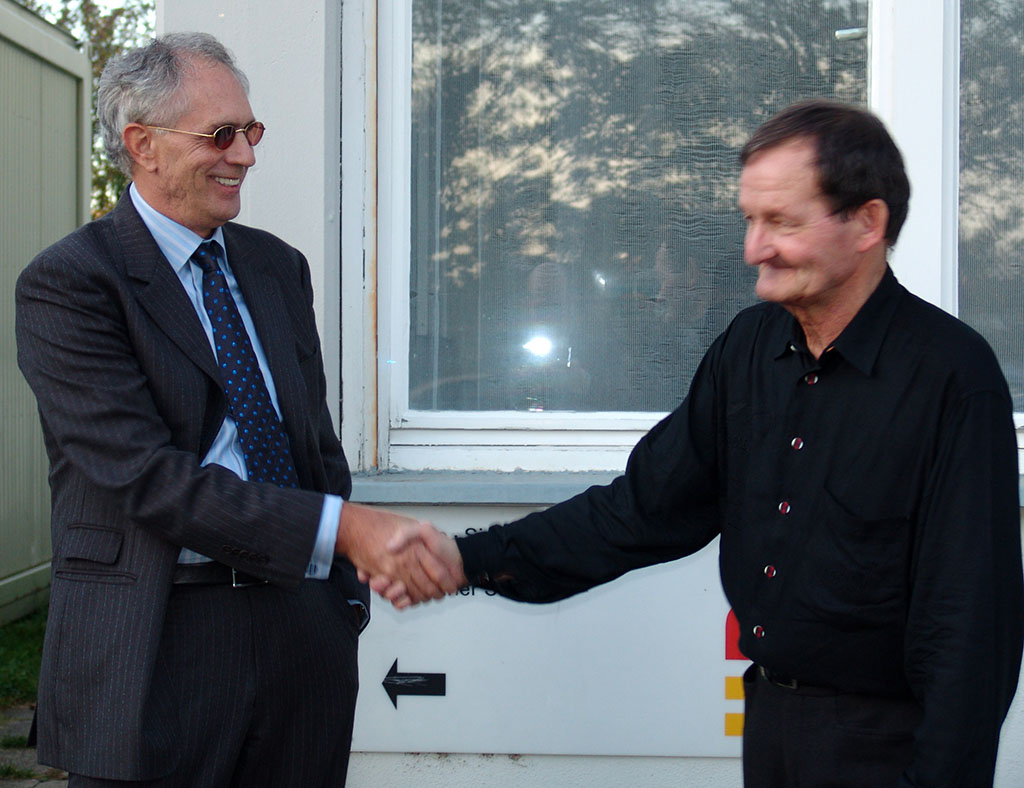
Hans-Peter Haas (r) mit James Rizzi (l)

Hans-Peter Haas (* 1935 in Stuttgart) ist ein deutscher Vertreter des künstlerischen Siebdrucks.

## Leben
Hans-Peter Haas wurde 1935 in Stuttgart geboren. Nach dem Besuch der Waldorfschule kam er 1953 in die Siebdruckerei von Luitpold Domberger, wo er Willi Baumeister begegnete und mit dem damals neuen Medium Siebdruck vertraut wurde. Nach Studienreisen durch Skandinavien, Belgien, Frankreich und die Schweiz gründete er 1958 in Stuttgart-Münster ein Atelier für Siebdruck. Es entstehen erste künstlerische Siebdrucke (Serigrafien), die sich durch hohe handwerklich Qualität auszeichnen und von der Experimentierfreude des Druckers Haas zeugen. Neben Künstlern aus Süddeutschland wie Max Ackermann, Adolf Fleischmann und Georg Karl Pfahler kommen schon bald auch Künstler aus dem Ausland und aus Übersee, darunter Protagonisten der amerikanischen Pop Art und Hard-Edge-Malerei, um bei Haas drucken zu lassen. 1971 werden Siebdrucke von Haas in der Galerie Behr in Stuttgart ausgestellt, weitere Ausstellungen folgen, unter anderem in Antwerpen, Brüssel, Kairo, Kopenhagen, New York und Tokio.
Seit 1993 lebt Haas in Leinfelden-Echterdingen. Er ist als Siebdrucker immer noch aktiv und wird von Künstlern im In- und Ausland geschätzt.
1979 ernannte ihn die Staatliche Akademie der Bildenden Künste Stuttgart auf Vorschlag ihres damaligen Rektors Wolfgang Kermer zum Ehrenmitglied, 2008 wurde ihm für seine Verdienste um den künstlerischen Siebdruck das Bundesverdienstkreuz am Bande verliehen.

## Werk als Siebdrucker
Seit den 1950er Jahren hat Hans-Peter Haas für über 200 Künstler Serigrafien geschaffen unter anderem für Max Ackermann, Josef Albers, Christo, Max Ernst, Lucio Fontana, Rupprecht Geiger, James Gill, HAP Grieshaber, Robert Indiana, Otto Herbert Hajek, Al Held, Günther C. Kirchberger, Ernst Jürgen Kratz, Roy Lichtenstein, Richard Lindner, Heinz Mack, Eduardo Paolozzi, Otto Piene, Niki de Saint Phalle, Kenneth Noland, Ad Reinhardt, James Rizzi, Jesús Rafael Soto, Anton Stankowski, Victor Vasarely und Tom Wesselmann. Das Schaffen von Hans-Peter Haas hat den künstlerischen Siebdruck der 1960er und 1970er Jahre mitgeprägt; von ihm gedruckte Serigrafien sind heute weltweit im Kunsthandel, auf Messen sowie in Grafik-Auktionen und Sammlungen anzutreffen.